# Моррисси
Сти́вен Па́трик Мо́ррисси (англ. Steven Patrick Morrissey, в качестве сценического имени использует свою фамилию Мо́ррисси; род. 22 мая 1959, Дэвихалм, Ланкашир, Великобритания) — британский рок-музыкант, певец и поэт, основатель (совместно с гитаристом Джонни Марром) и вокалист существовавшей с 1982 по 1987 годы британской инди-рок-группы The Smiths.
После распада The Smiths Моррисси начал успешную сольную карьеру: десять его синглов попадали в первую десятку UK Singles Chart, а несколько альбомов занимали первую строчку в этом хит-параде. Журнал NME назвал Моррисси «одним из самых влиятельных артистов всех времён».
Моррисси известен как ярый защитник прав животных: музыкант выразил своё отношение к употреблению мяса в заглавии альбома Meat Is Murder («Мясо — это убийство») и в одноимённой песне; на концертах он нередко обращает внимание зрителей на проблему идей гуманного обращения с животными; своими зачастую скандальными заявлениями о недопустимости употребления убойной пищи певец снискал славу непримиримого противника мясоедения; тем самым, согласно формулировке PETA, Моррисси «помог сделать мир более добрым к животным», за что в 2011 году был отмечен званием «человека года» по версии этой организации.

## Биография
На протяжении 1970-х годов[уточнить] являлся президентом английского филиала фан-клуба New York Dolls. Он сформулировал свою любовь к группе в фильме «Нью-Йоркская куколка»:

Некоторые группы увлекают вас и никогда не отпускают, и, независимо от того, что они делают, они не перестают привлекать… Куклы были для меня такой группой.
 Эта любовь к New York Dolls повлияла на раннее творчество Моррисси, который стал приверженцем панк-рока. Помимо «куколок» большое влияние на юного музыканта оказали Дэвид Боуи, T. Rex и Sparks.

### The Smiths
В 1982 году безработный Моррисси и Джонни Махер (позднее сменивший фамилию на Марр) основали группу The Smiths. Моррисси был вокалистом, а Марр играл на гитаре. Также в группу вошли бас-гитарист Энди Рурк и барабанщик Майк Джойс. Недолгое время в группе участвовали Дейл Хибберт и Крейг Геннон.
The Smiths сразу же завоевали внимание публики, уже в 1983 году группа даёт концерты с аншлагом и записывается у Джона Пила. The Smiths — рекордсмены его передачи по количеству появлений в хит-парадах: в этом плане группа обогнала даже крайне популярных тогда New Order и Depeche Mode. Семь альбомов группы поднимались на вершину UK Indie Charts; по этому показателю The Smiths также опередили Depeche Mode и New Order.
Известности группа добилась сразу после выпуска дебютного альбома: The Smiths (1984) оказался весьма успешен, достигнув в UK Albums Chart второго места и оставаясь в чарте в течение тридцати трёх недель.
В 1985 году группа записывает альбом Meat Is Murder, занявший первое место в британском чарте. Одноимённая песня оказала немалое влияние на вегетарианское движение по всему миру.
Среди альбомов группы наиболее высоких оценок критиков заслужил The Queen Is Dead, вышедший в 1986 году. Журнал NME в 2013 году удостоил его звания «лучший альбом всех времён». Журнал Rolling Stone включал альбом в список 500 величайших альбомов всех времён в редакциях 2003 (216-е место) и 2012 (218-е место) годов.
В 1987 году, во время записи четвёртого альбома Strangeways, Here We Come, The Smiths распадаются. Моррисси приступает к сольной карьере.
По результатам опроса читателей журнала NME 2003 года The Smiths были признаны лучшей английской группой всех времён, обогнав даже The Beatles.

### Сольная карьера
Первый сольный альбом Моррисси Viva Hate вышел зимой 1988 года. Записанный в сотрудничестве с бывшим продюсером The Smiths Стивеном Стритом альбом заслужил хорошие отзывы в прессе.
В декабре 1988 года в Вулверхэмптоне состоялось первое сольное выступление Моррисси. Концерт посетили тысячи поклонников исполнителя, некоторые из которых даже вырывались на сцену — эти кадры можно увидеть на DVD Hulmerist. В группе Моррисси в тот вечер играли бывшие партнёры по The Smiths: Энди Рурк, Майк Джойс и Крэйг Гэннон, но лишь с Рурком Моррисси продолжил сотрудничество годом позднее.
Вышедший в 1990 году сборник Bona Drag состоял из синглов и би-сайдов. Публика, ждавшая нового полноценного альбома, была несколько разочарована. Ещё больше разочаровал её следующий альбом артиста Kill Uncle — крайне интимная, почти домашняя запись с хрупкими песнями. Диск получил унизительные отзывы в прессе. Некоторые из критиков поспешили поставить на карьере артиста крест.
В 1991 году Моррисси включил в состав своей команды участника The Polecats Боза Бурера (играющего в группе Моррисси и по сей день[когда?]

) и Алана Уайта. При сотрудничестве с продюсером и бывшим гитаристом Дэвида Боуи Миком Ронсоном, Моррисси записал альбом Your Arsenal. В конце 1992 года пластинка была номинирована на «Грэмми».
В 1992 году Моррисси с успехом гастролирует по Европе и США; клип на песню «Tomorrow» в горячей ротации MTV, а исполнительское мастерство играющих с Моррисси музыкантов заметно возрастает: в частности, по сравнению с Kill Uncle Tour, один из концертов которого был выпущен на DVD под названием Live In Dallas (и получил двойку от авторитетного журнала Mojo). Записи песен из альбома Your Arsenal, исполненных в рамках концертного тура, вошли в концертный альбом Beethoven Was Deaf (1992).
Следующий альбом артиста Vauxhall and I был записан уже в сотрудничестве со Стивом Лиллиуайтом. Журнал Q ставит альбому пятёрку. Лишь один из критиков[кто?] заметил, что Моррисси записал песни, ничуть не лучшие по сути, чем на Kill Uncle. Тем не менее песня «The More You Ignore Me the Closer I Get» становится хитом по обе стороны Атлантики. Многие критики[кто?] полагают, что это пик карьеры Моррисси и его лучшая пластинка. Сам Моррисси заявлял через несколько лет, что «не мог сделать ничего лучше». Пластинка заняла первое место в хит-параде Великобритании . В дуэте с Сьюзи Сью, солисткой Siouxsie and the Banshees, он записал сингл «Interlude». Это была кавер-версия песни певицы Тими Юро. «Interlude» был опубликован под баннером «Моррисси и Сьюзи (Morrissey & Siouxsie)».
На волне брит-попа и противоборства между Oasis и Blur Моз записывает близкий к прог-року альбом Southpaw Grammar с десятиминутными композициями. Критика подмечает давнюю особенность психики Моррисси, берущую своё начало в детстве певца, — идти от обратного. Реакция критиков на Southpaw Grammar была неоднозначной: например, в журнале Blender была опубликована разгромная рецензия, но Ричард Кромелин в газете Los Angeles Times оценил альбом положительно. В 2009 году Моррисси переиздал этот альбом, добавив к нему три би-сайда (в том числе один ещё времен Your Arsenal) и изменив порядок песен. Журнал Q поставил переизданию «четвёрку».
Осенью 1995 года произошёл инцидент с Дэвидом Боуи, который пригласил Моррисси в совместное турне. Моррисси фактически выступал у Боуи на разогреве; поклонники Дэвида не заполняли зал, пока выступал Моз; в довершение всего Боуи попросил Моррисси менять своих музыкантов с каждой из последних песен его выступления на одного из музыкантов Боуи. Моррисси заявил, что это помешает ему нормально попрощаться с поклонниками, и покинул турне (официально — по причине «болезни»). Дэвид Боуи, «разочаровавшись в человеческих качествах Моррисси», заявил о его «ненадёжности» и, по словам Моррисси, после этого инцидента они никогда больше не разговаривали. Несколько лет спустя Моррисси позволит себе заявить, что Боуи «был великим артистом в 1973, но не сейчас».
Двумя годами позже, после проигранного в суде дела о выплате неустойки бывшему барабанщику The Smiths Майку Джойсу, Моррисси прощается с Англией и переезжает в Лос-Анджелес. Вышедший в том году альбом Maladjusted — запись с более мелодичными, чем на Southpaw Grammar, песнями и — снова — продюсингом Стива Лиллиуайта. Изначально продюсером диска должен был стать вокалист группы The Clash Джо Страммер — Моррисси рассказывает об этом во вкладке к переизданию 2009 года, вышедшему вместе с Southpaw Grammar (здесь Моррисси также добавил к классическому порядку песен несколько би-сайдов 1997 года и изменил его). Тогда альбом критики принимают очень холодно (хотя и лучше, чем Southpaw Grammar), и Моррисси надолго замолкает.
В 2000 году артист проводит турне по Южной Америке. В 2001 году заявляет, что написал двадцать новых песен. В 2002 году выступает в Лондонском Royal Albert Hall и приступает к записи первого за семь лет альбома.
В 2004 году выходит You Are The Quarry. Диск становится популярен во многих странах Европы, например в Норвегии и Германии, занимает вторую строчку британского хит-парада и входит в первую десятку Billboard. You Are the Quarry становится если не триумфальным, то как минимум крайне заметным возвращением в форму, а песня «Irish Blood, English Heart» попадает в сотню лучших песен 2000-х по версии NME. Все четыре сингла из этого альбома («Irish Blood, English Heart», «Let Me Kiss You», «First of the Gang to Die» и «I Have Forgiven Jesus») попали в британский Top-10.
Следующий диск, Ringleader of the Tormentors (2006), записанный усилиями Тони Висконти в Риме, получился менее успешным. По собственным словам, Моррисси намеренно отказался от привычной формы поп-песен, придя к намеренному её усложнению, что привело в некоторых треках к фактическому высасыванию из пальца. Критик из журнала Mojo заметил, что большинство мелодий здесь совершенно надуманны. Тем не менее пластинка добавила в копилку артиста несколько примечательных песен. Это композиции «Dear God, Please Help Me» (записанная с Эннио Морриконе), квинтэссенция всего творчества артиста, семиминутная «Life Is a Pigsty» и хит-сингл «You Have Killed Me».
В 2009 году новый альбом Years of Refusal («годы отказа») доказал, что артист не собирается возвращаться к прежней мелодичности. Альбом в прямолинейной манере хард-рока использует наработки Southpaw Grammar и Ringleader of the Tormentors. С Моррисси теперь играют музыканты, которые моложе его лет на двадцать. Диск не снискал особой популярности ни среди критиков, ни среди поклонников и стал последней работой продюсера Джерри Финна (Green Day, Blink 182), который скончался от инсульта за несколько недель до его выхода.
В начале 2014 года, после пятилетнего перерыва, Моррисси подписал контракт с лейблом Capitol. Новая пластинка артиста под названием World Peace Is None of Your Business вышла 15 июля. Первый — одноимённый — сингл с альбома был выпущен 13 мая. Второй — композиция «Istanbul» — 20 мая.
В октябре 2014 года Моррисси признался, что проходил обследование на рак, но результаты его обнародованы не были. В интервью Ларри Кингу в 2015 году Моррисси признал, что был болен раком пищевода, но опухоль была удалена и он чувствует себя здоровым.
Проведя почти полтора года в промо-туре к своей последней пластинке, Моррисси заявил, что не имеет предложений от лейблов по контрактам и его выступления в Великобритании, возможно, были последними, поскольку «нет никакого смысла ехать в тур без новых песен».
11-й сольный альбом Моррисси Low in High School был выпущен в 2017 году и получил смешанные отзывы критиков. 12-й альбом California Son вышел 24 мая 2019 года.

## Имидж и убеждения
Во время своего выступления в Варшаве 24 июля 2011 года Моррисси своеобразно прокомментировал известие о двойном теракте в Норвегии. Перед исполнением композиции The Smiths «Meat Is Murder» исполнитель сделал следующее заявление:
Все мы живем в мире убийств, как вы можете видеть по событиям в Норвегии: убийства, убийства, убийства... Но вещи похуже происходят каждый день в McDonald’s и „Жареном говне из Кентукки“.
Большинство людей, высказавшихся по поводу комментария Моррисси, считают, что оно не делает музыканту чести.
В декабре 2011 года Моррисси назван человеком года по версии международной организации по охране прав животных — PETA. Моррисси — убежденный вегетарианец. По его собственным словам, он перестал есть мясо в одиннадцать лет. На протяжении нескольких последних лет PETA выпускает марки с Моррисси — наряду с Хоакином Фениксом и другими знаменитыми вегетарианцами.
Моррисси успешно культивирует миф о своей «асексуальности». По сей день никто не имеет достоверных сведений о сексуальной ориентации артиста. Сам Моррисси не раз отрицал в своих интервью, что является геем или бисексуалом. В частности, он заявлял, что отказывается признавать такие категории как гетеро-, би-, или гомосексуальность, потому что «у каждого человека существуют одни и те же сексуальные потребности».
В автобиографии, вышедшей в 2013 году, Моррисси рассказал, что у него были отношения как с мужчинами, так и с женщинами. В последовавшем за публикацией заявлении музыкант охарактеризовал себя словом «человекосексуал» (humasexual): «К сожалению, я не гомосексуал. В техническом смысле я — человекосексуал. Меня привлекают люди. Но, конечно… немногие».
Автобиография Моррисси, выпущенная лондонским издательством Penguin Books, стала хитом продаж и семь недель занимала первую строчку в Британии. Моррисси получил множество предложений из разных стран (в том числе из России) о переводе своей книги и, по своим словам, был от этого «в экстазе», но в начале 2014 года по неизвестным причинам отверг все предложения. В то же время, газета The Independent и ряд других изданий отмечают «назойливый нарциссизм», коим преисполнена книга.
Бойд Тонкин, обозреватель The Independent, заметил, что если автобиография, пестрящая фразами типа «Похоже, я более известен в Мексике, чем даже в Швеции, Перу или Чили», и высмеивающая «помойное ведро британской поэзии», не слишком повредит имени самого музыканта, то репутация издательства Penguin, выпустившего книгу в серии англ. Penguin Classics, непременно пострадает.
В 2006 году Моррисси занял второе место в опросе компании BBС-2 «Ныне живущие идолы», обогнав Пола Маккартни, занявшего третье место.
В начале 2000-х годов, по опросу жителей родного города, Моррисси был признан самым значимым жителем Манчестера всех времён, обогнав сэра Алекса Фергюсона и Ноэла Галлахера из группы Oasis.
В 2013 году артист выступил на церемонии вручения Нобелевской премии, исполнив несколько песен, в том числе «Satellite of Love» умершего незадолго до того Лу Рида.
Как минимум четыре композиции других исполнителей посвящены Моррисси. Это песни Бьорк («Army of Me»), JPEGMAFIA («I Cannot Fucking Wait Til Morrissey Dies»), победительницы Евровидения Сэнди Шоу («Steven, You Don’t Eat Meat»), Sparks («Lighten Up, Morrissey»)  и The Associates («Stephen, You’re Really Something»). Существует распространённая версия, что с вокалистом последних Билли Маккензи у Моррисси были отношения, и композиция «William, It Was Really Nothing» посвящена Билли.

## Дискография

### Альбомы
Студийные
- 1988 — Viva Hate
- 1991 — Kill Uncle
- 1992 — Your Arsenal
- 1994 — Vauxhall and I
- 1995 — Southpaw Grammar
- 1997 — Maladjusted
- 2004 — You Are the Quarry
- 2006 — Ringleader of the Tormentors
- 2009 — Years of Refusal
- 2014 — World Peace Is None of Your Business
- 2017 — Low in High School
- 2019 — California Son
- 2020 — I Am Not a Dog on a Chain

Концертные записи
- 1993 — Beethoven Was Deaf
- 2005 — Live from Earls Court

Сборники
- 1990 — Bona Drag
- 1995 — World of Morrissey
- 1997 — Suedehead: The Best of Morrissey
- 1998 — My Early Burglary Years
- 2000 — The CD Singles '88–91'
- 2000 — The CD Singles '91–95'
- 2001 — The Best of Morrissey
- 2008 — Greatest Hits
- 2009 — Swords
- 2009 — The Hmv/Parlophone Singles '88-'95
- 2011 — Very Best of